# Анна Мей Хейс
Анна Мей Вайолет Хейс (уроджена Мак-Кейб; 16 лютого 1920 — 7 січня 2018) — американська військова офіцерка, яка служила 13-м начальником Корпусу медсестер армії США. Вона була першою жінкою у Збройних силах Сполучених Штатів, яка отримала звання генерал-офіцера; у 1970 році отримала звання бригадного генерала. Хейс проклала шлях до рівного ставлення до жінок, протидіяла професійному сексизму та зробила ряд рекомендацій, які були прийняті у військовій політиці.

## Раннє життя
Анна Мей Вайолет Маккейб народилася 16 лютого 1920 року в Буффало, штат Нью-Йорк, серед трьох дітей у сім'ї. Її батьком був Деніел Джозеф МакКейб (1881—1939), а матір'ю — Меті Флоренс Хамфрі (1885—1961), яка мала валлійське походження; обидва її батьки були офіцерами Армії порятунку.
За її дитинство сім'я Маккейб кілька разів переїжджала в західні райони Нью-Йорка та східної Пенсільванії, але в 1932 році оселилася в Аллентауні, штат Пенсільванія. У неї був старший брат Даніель Джозеф II і молодша сестра Кетрін Еванджелін. Хейс відвідувала середню школу Аллентауна, нині середню школу Вільяма Аллена, яку закінчила з відзнакою у 1938 році. Хейс любила музику гра на фортепіано, органі та валторні і хотіла поступити в Джульярдську школу, щоб вивчати музику, але через брак коштів на навчання вирішила замість цього продовжити навчання медсестринству.

## Військова кар'єра
Після навчання в середній школі Хейс вступила до медичної сестринської школи загальної лікарні Аллентауна, яку закінчила в 1941 році, отримавши диплом медсестри. У травні 1942 року вона приєдналася до армійського корпусу медсестер, а в січні 1943 року була відправлена в Індію, до міста Ледо у Ассамі, служила в 20-му польовому госпіталі.
Лікарня була розміщена біля входу на Ледо-роуд, що прорізала джунглі до Бірми. Умови життя та праці були дещо примітивними; будівлі були зроблені з бамбука, а дизентерія, п'явки та змії були поширеними, особливо в сезони мусонів. Трохи більше ніж через два роки, у квітні 1945 року, їй присвоїли звання старшого лейтенанта.
Після двох з половиною років служби в Індії Хейс була у відпустці в Сполучених Штатах, коли війна закінчилася. Залишаючись у Корпусі, вона служила операційною медсестрою, а потім головною медсестрою в лікарні загального профілю Тілтона у Форт-Дікс, Нью-Джерсі; як супервайзер акушерства в лікарні загального профілю Valley Forge у Феніксвіллі, штат Пенсільванія; і як головна медсестра у Форт-Майєр, Вірджинія.
У серпні 1950 року вона була направлена в Інчхон для участі в Корейській війні. Вона була відправлена в 4-й польовий госпіталь на сім місяців, а пізніше описала умови в госпіталі як гірші, ніж в Індії під час Другої світової війни, через низьку температуру в операційній і брак матеріалів.
Протягом наступних чотирнадцяти місяців вона та ще 31 медсестра пролікували понад 25 000 пацієнтів. Як і в Індії, Хейс провела частину свого позаслужбового часу в Кореї, допомагаючи капеланам, граючи на польовому органі для церковних служб, деякі з яких проходили на передовій. Після туру в Кореї Хейс була переведена в Токійський армійський госпіталь у квітні 1951 року і прослужила там рік. Через рік її перевели до Форт Індіантаун-Геп, штат Пенсільванія, на посаду акушер-педіатричного директора.
Після закінчення курсу адміністрування медсестер у Форт-Сем Х'юстон, штат Техас, вона була призначена головною медсестрою в лікарні Уолтера Ріда у Вашингтоні, округ Колумбія, де вона працювала головною медсестрою клініки радіоізотопів. За цей час вона була обрана однією з трьох приватних медсестер президента Дуайта Ейзенхауера після того, як він захворів на ілеїт; після виходу на пенсію вона сказала, що цей досвід був одним із найбільш пам'ятних у її кар'єрі медсестри.
У 1958 році вона здобула ступінь бакалавра медсестринської освіти в Колумбійському університеті та ступінь магістра медсестер у 1968 році в Католицькому університеті Америки у Вашингтоні. У жовтні 1960 року вона стала головною медсестрою 11-го евакуаційного госпіталю в Пусані. З 1963 по 1966 рік була помічником начальника корпусу медсестер армії. У липні 1967 року їй присвоєно звання полковника, а з 1 вересня того ж року призначена начальником корпусу, яку вона займала до виходу на пенсію 31 серпня 1971 року.
Під час війни у В'єтнамі Хейс тричі їздила до В'єтнаму, щоб спостерігати за американськими медсестрами, які там знаходилися. Вона також керувала розробкою нових програм навчання та збільшенням кількості медсестер, які працюють за кордоном.
15 травня 1970 року президент Річард Ніксон призначив Хейс звання бригадного генерала, а 11 червня 1970 року вона була підвищена на церемонії під керівництвом начальника штабу армії генерала Вільяма Вестморленда та секретаря армії Стенлі Резор. Після підвищення Хейса Елізабет Хойсінгтон, директор Жіночого армійського корпусу, також була підвищена до звання бригадного генерала. У своєму зверненні до зібрання Хейс сказала, що загальні зірки «відображають віддані, самовіддані й часто героїчні зусилля армійських медсестер у всьому світі з 1901 року в часи миру та війни».
Після призначення вона попросила висадити її біля головного входу в клуб офіцерів армії, щоб протистояти поширеному професійному сексизму. Хоча раніше вони мали право входити в клуб і користуватися ним, виявляється, що жінки-офіцери проходили через бічний вхід.
Хейс надав ряд рекомендацій щодо поводження з жінками, які були прийняті у військову політику, зокрема не звільняти офіцерів автоматично за вагітність і не визначати призначення до армійського медсестринського резерву за віком утриманців медсестри. Крім того, були змінені правила, які дозволили подружжю військовослужбовців-жінок претендувати на подібні привілеї подружжю військовослужбовців-чоловіків.

### Визнання
Окрім військових відзнак, які отримала Хейс, її служба була визнана й у громаді; у 2015 році округи Ліхай і Нортгемптон назвали міст Коплей-Нортгемптон на її честь.
У 2012 році вона була включена до Зали слави округу Ліхай. У листопаді 2017 року їй вручили Прапор доблесті під час церемонії Дня ветеранів у Нолвуді. У червні 2020 року шкільний округ Аллентаун в Аллентауні, округ Ліхай, штат Пенсільванія, назвав початкову школу на її честь. Початкову школу, яка на момент присвоєння імені ще будувалася, була завершена в серпні 2020 року.

## Особисте та подальше життя
У липні 1956 року вона вийшла заміж за Вільяма Хейса, який керував захищеними майстернями, які надавали робочі місця для інвалідів у Вашингтоні, округ Колумбія. Вільям Хейс помер у 1962 або 1963 роках.
Анна Мей Хейс померла в Пенсійному закладі Нолвуд у Вашингтоні, 7 січня 2018 року, від ускладнень серцевого нападу у віці 97 років. Її могли поховати на Арлінгтонському національному кладовищі, але вона вибрала замість цього бути похованою разом з батьками на кладовищі Грандв'ю в містечку Саут-Вайтхолл. Через три дні губернатор Пенсільванії Том Вулф наказав вивішувати державний прапор на Капітолійському комплексі та на всіх державних установах в Аллентауні на честь її смерті.

## Нагороди
| Bronze oak leaf cluster |                                         |  |
|                         | Bronze oak leaf cluster                 |  |
| Bronze star             |                                         |  |
| Bronze oak leaf cluster | Bronze star · Bronze star · Bronze star |  |

| 1-й ряд | Армійська медаль «За відмінну службу»                                       | Армійська медаль «За відмінну службу»                                       | Армійська медаль «За відмінну службу»              | Легіон заслуг з дубовим листям                     | Легіон заслуг з дубовим листям | Легіон заслуг з дубовим листям |
| 2-й ряд | Почесна медаль армії                                                        | Почесна медаль армії                                                        | Відзнака за заслуги з дубовим листям               | Відзнака за заслуги з дубовим листям               | Медаль американської кампанії  | Медаль американської кампанії  |
| 3-й ряд | Медаль за азіатсько-тихоокеанську кампанію з однією бронзовою зіркою служби | Медаль за азіатсько-тихоокеанську кампанію з однією бронзовою зіркою служби | Медаль Перемоги у Другій світовій війні            | Медаль Перемоги у Другій світовій війні            | Медаль армії окупації          | Медаль армії окупації          |
| 4-й ряд | Медаль за службу національної оборони з OLC                                 | Медаль за службу національної оборони з OLC                                 | Корейська медаль за службу з трьома зірками служби | Корейська медаль за службу з трьома зірками служби | Корейська медаль ООН           | Корейська медаль ООН           |